# Ukraine International Airlines
Ukraine International Airlines – największa ukraińska krajowa linia lotnicza z siedzibą w Kijowie. Od 24 lutego 2022, w związku z zamknięciem ukraińskiej przestrzeni powietrznej, linia wstrzymała realizację wszystkich połączeń.
Obsługiwały połączenia na trasach krajowych, europejskich (czarterowe do Czarnogóry, na Majorkę i na Teneryfę i sezonowe do Bułgarii, niektórych miast Turcji, Winnicy, Bolonii, na Kretę, na Maderę), jak również do Afryki, Ameryki Północnej, na Bliski Wschód.

## Historia

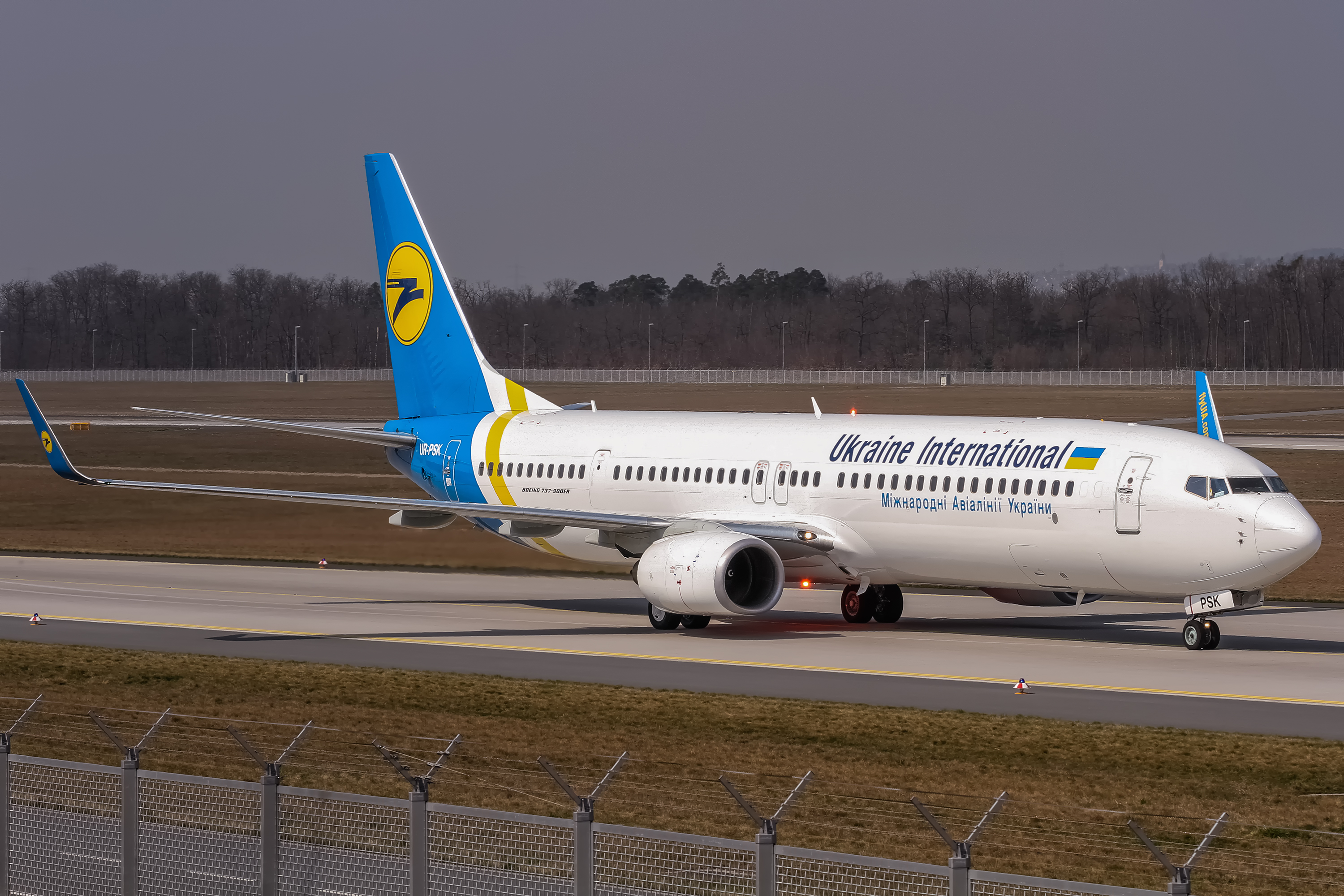
Boeing 737-900ER linii Ukraine International Airlines

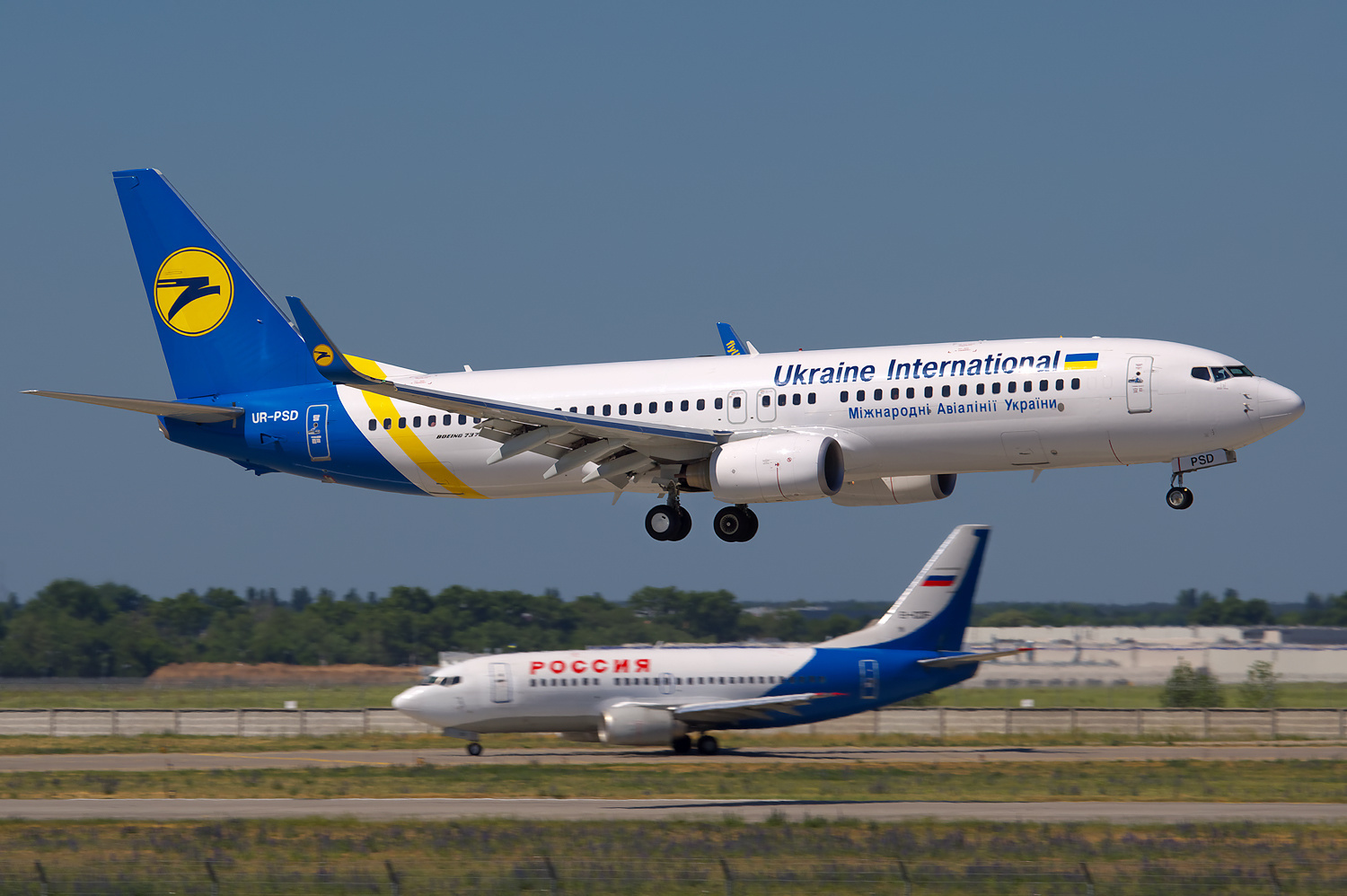
Boeing 737-800 linii Ukraine International Airlines

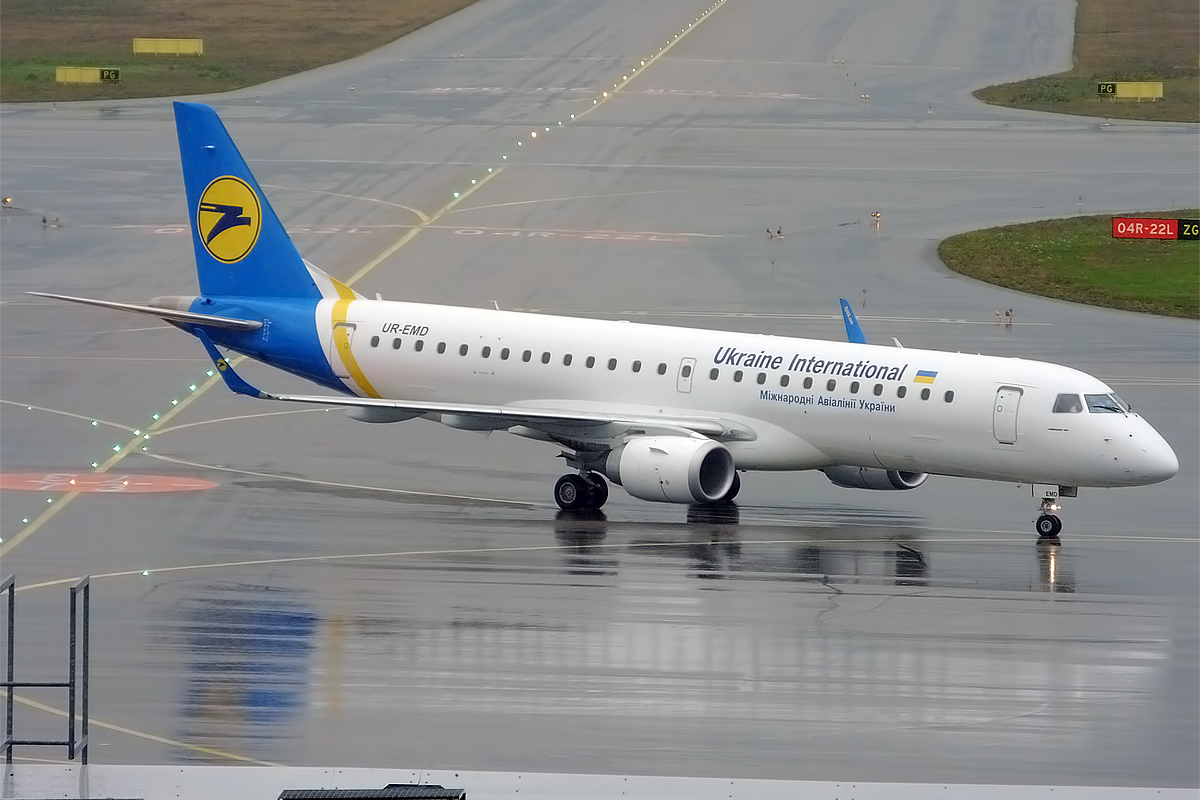
Embraer 190 linii Ukraine International Airlines

Linia lotnicza została założona 1 października 1992, a działalność rozpoczęła 25 listopada tego samego roku. Została założona przez Ukraińską Organizację Lotnictwa Cywilnego oraz Guinness Peat Aviation - irlandzką firmę leasingową. W 1999 do akcjonariuszy linii dołączyły Austrian Airlines i Swissair, inwestując w nie 9 milionów dolarów. W 2000 Europejski Bank Odbudowy i Rozwoju dołączył do akcjonariuszy inwestując 5,4 miliona dolarów. W 2013 linia przejęła wiele połączeń (m.in. do Warszawy) po bankructwie swojego konkurenta Aerosvit.
Od lutego 2022 cała aktywna flota stoi zaparkowana na płytach postojowych portów lotniczych w Kijowie i Odessie. W grudniu 2024, w związku z uchylaniem się od płacenia podatków przez właścicieli, sąd zajął 7 z 11 samolotów przewoźnika.

## Flota
Według stanu na marzec 2025 flota Ukraine International Airlines składała się z 10 samolotów o średnim wieku 16  lat:
| Samolot          | Samolot | Samolot   | Liczba miejsc | Liczba miejsc | Liczba miejsc | Liczba miejsc | Uwagi |
| Model            | Aktywne | Zamówione | B             | P             | E             | Łącznie       | Uwagi |
| ---------------- | ------- | --------- | ------------- | ------------- | ------------- | ------------- | ----- |
| Boeing 737-800   | 3       | -         | -             | -             | 186           | 186           |       |
| Boeing 737-900ER | 1       | -         | -             | -             | 189           | 189           |       |
| Boeing 767-300ER | 2       | -         | 12            | 38            | 211           | 261           |       |
| Embraer 190      | 3       | -         | -             | -             | 104           | 104           |       |
| Embraer 195      | 1       | -         | -             | -             | 116           | 116           |       |
| Łącznie          | 10      | 0         |               |               |               |               |       |

## Wypadki
8 stycznia 2020 samolot Ukraine International Airlines typu Boeing 737-8KV UR-PSR został omyłkowo zestrzelony zaraz po starcie z lotniska w Teheranie, w wyniku czego zginęło 176 osób.